# Lock
Lock is een plaats in de Australische deelstaat Zuid-Australië en telt 290 inwoners (2006).
De landbouw, in het bijzonder de graanteelt en in mindere mate schapenteelt, is de belangrijkste economische activiteit.